# Bielice, Warmińsko-Mazurskie
Bielice [bjɛˈlit͡sɛ] (tiếng Đức: Molkerei Bielitz)  là một ngôi làng ở quận hành chính của Gmina Biskupiec, trong huyện Nowomiejski, Warmińsko-Mazurskie, ở miền bắc Ba Lan. Nó nằm khoảng 3 kilômét (2 mi)   về phía đông nam Biskupiec, 16 km (10 mi) về phía tây bắc của Nowe Miasto Lubawskie và 81 km (50 mi) về phía tây nam của thủ đô khu vực Olsztyn.
Ngôi làng có dân số là 810.